# 许学受
许学受（1922年10月—2022年11月14日），男，汉族，江苏武进人，中华人民共和国呼吸内科专家，曾任安徽省政协副主席，致公党安徽省委主任委员，第五、六、七届全国人大代表。
1948年他毕业于国立江苏医学院（现名南京医科大学），先后在江苏医学院、上海第一医学院、安徽医学院与安徽医科大学从事医疗、教学、科研工作。
2022年11月14日，许学受因病医治无效，在合肥逝世，享年101岁。